# Eupithecia misturata
Eupithecia misturata là một loài bướm đêm trong họ Geometridae.